# Кулец, Иван Васильевич
Иван Кулец (укр. Іван Кулець; 24 июня 1880, Холоёв — 11 марта 1952, Прага) — украинский художник пейзажист. Один из основателей Украинской студии пластического искусства. Профессор, преподаватель живописи и рисунка.

## Биография
Начальное образование получил в школах Городка, Журавно, Львова. С 1904 по 1909 изучал живопись в Краковской академии изящных искусств. Его преподавателями были профессора Юзеф Унежиский, Войцех Вейс, Ян Станиславский и Юлиан Панкевич.
В 1914 году переехался в Прагу.
В 1915 Иван Кулец был призван в австро-венгерскую армию, где работал военным художником. После войны, узнав, что родной дом уничтожен, а отец умер вследствие лишений (его мать умерла ещё до войны), принял решение остаться в Чехии в Праге.
Иван Кулец был также приверженцем кубизма.
Картины художника хранятся в музеях Чехии, Словакии и частных коллекциях.